# Notre-Dame-de-Bondeville

Notre-Dame-de-Bondeville este o comună în departamentul Seine-Maritime, Franța. În 1 ianuarie 2022 avea o populație de 7.004 de locuitori.